# Isabell Gerschke
Isabell Gerschke (n. 1979, Potsdam) este o actriță germană.

## Date biografice
Isabell Gerschke devine renumită la 17 ani, când a jucat rolul Laurei alături de Marek Harloff în filmul Crash Kids. Au urmat o serie de filme ca Tatort, Unser Charly, Alarmcode 112, Wolfs Revier, Balko, Der Clown, Bei hübschen Frauen sind alle Tricks erlaubt, Mädchen über Bord, Ein Fall für zwei și Bis in die Spitzen. Gerschke a urmat în 1999 un curs de muzică pop la Musicians Institute Hollywood. Între anii 2001 - 2003 a urmat un curs de dans la Danceworks în Berlin. Din aprilie 2010 joacă rolul comisarei de poliție Nora în filmul Polizeiruf 110. Din viața ei privată, actrița Isabell trăiește în Potsdam, pe lângă că lucrează ca actriță mai dă lecții de dans. În anul 2003 a născut o fetiță.

## Filmografie
- 1995: Game Over
- 2000: Girl
- 2007: Anonyma – Eine Frau in Berlin

## Televiziune
- 1991: Unser Haus
- 1994: Nathalie - Endstation Babystrich
- 1994: Glück im Grünen
- 1996: Crashkids
- 1997: Unser Charly
- 1997: Wolffs Revier
- 1997: Tatort - Gefährliche Zeugin
- 1998: Die Todesfahrt der MS Sea Star
- 1998: Warten ist der Tod
- 1999: Die Verwirrung
- 1999: Der Clown - Die Falle
- 2000: Brennendes Schweigen
- 2000: Zwei Brüder - Farbe der Nacht
- 2000: Bronski & Bernstein - Blaue Augen
- 2001: Riekes Liebe
- 2002: Ein Fall für Zwei - Was zu beweisen war
- 2003: Hotte im Paradies
- 2005: Mädchen über Bord
- 2005: Ein Fall für Zwei
- 2005: Bis in die Spitzen
- 2005: Soko Kitzbühel
- 2006: SOKO Rhein-Main
- 2006: Unter anderen Umständen - Bis dass der Tod euch scheidet
- 2007: Leo - Ein fast perfekter Typ
- 2007: Zwei Wochen Chef
- 2007: Pastewka
- 2007: Unschuldig?!
- 2009: Der Dicke - Glaubensfragen
- 2009: Liebe in anderen Umständen
- 2010: Die Grenze
- 2010: Polizeiruf 110 - Blutiges Geld
- 2010: Polizeiruf 110 - Risiko
- 2010: Polizeiruf 110 - Leiser Zorn